# Bernhard Wenisch
Bernhard Wenisch (* 28. August 1942 in Wien) ist ein österreichischer Theologe.
Wenisch promovierte 1969 an der Universität Salzburg mit der Arbeit Der Wert. Eine an D. v. Hildebrand orientierte Auseinandersetzung mit M. Scheler zum Dr. phil. Seine Diplomarbeit in katholischer Theologie schrieb er 1972 an der Universität Salzburg über Die Christologie Karl Rahners in ihrem Verhältnis zur amtlichen Lehre der Kirche. 1975 promovierte er an der Universität Salzburg mit der Studie „Empfangen durch den Heiligen Geist, geboren von der Jungfrau Maria“. Ein Beitrag zur Diskussion um die geistgewirkte Empfängnis Christi zum Dr. theol. Die Dissertation wurde nicht veröffentlicht. 1981 habilitierte er sich an der Universität Salzburg mit der Arbeit Geschichten oder Geschichte? Theologie des Wunders in katholischer Dogmatik. Er war Angestellter der Universitätsbibliothek Salzburg. Sein Buch über Satanismus (1988) wurde 1997 ins Spanische übersetzt. Wenisch ist Mitglied des Salzburger Arbeitskreises für Psychoanalyse.